# 哈乔·霍尔本
哈乔·霍尔本（1902年5月18日—1969年6月20日）是一位德裔美国历史学家，父亲为物理学家路德维希·霍尔本，毕业于柏林洪堡大學，导师弗里德里希·梅尼克，主要作品有《欧洲没落》（Political Collapse of Europe）等。